# Kanadaiak
A kanadaiak (franciául: Canadiens) a Kanadában élő emberek összessége. A kanadai társadalom sokszínű és multikulturális, amelyet az őslakos közösségek, a francia és angol telepesek, valamint a világ számos országából érkező bevándorlók formáltak. 

## Népesség
Kanada lakossága 2023-ban körülbelül 40 millió főre becsülhető, és a népesség folyamatosan növekszik, részben a jelentős bevándorlás révén. Az ország lakossága területéhez képest ritkán lakott, mivel nagy kiterjedésű északi területei szinte lakatlanok. A legtöbb ember a déli határ közelében, az Egyesült Államokkal közös határ mentén él, nagyobb városokban, például Torontóban, Vancouverben és Montréalban.

### Etnikumok

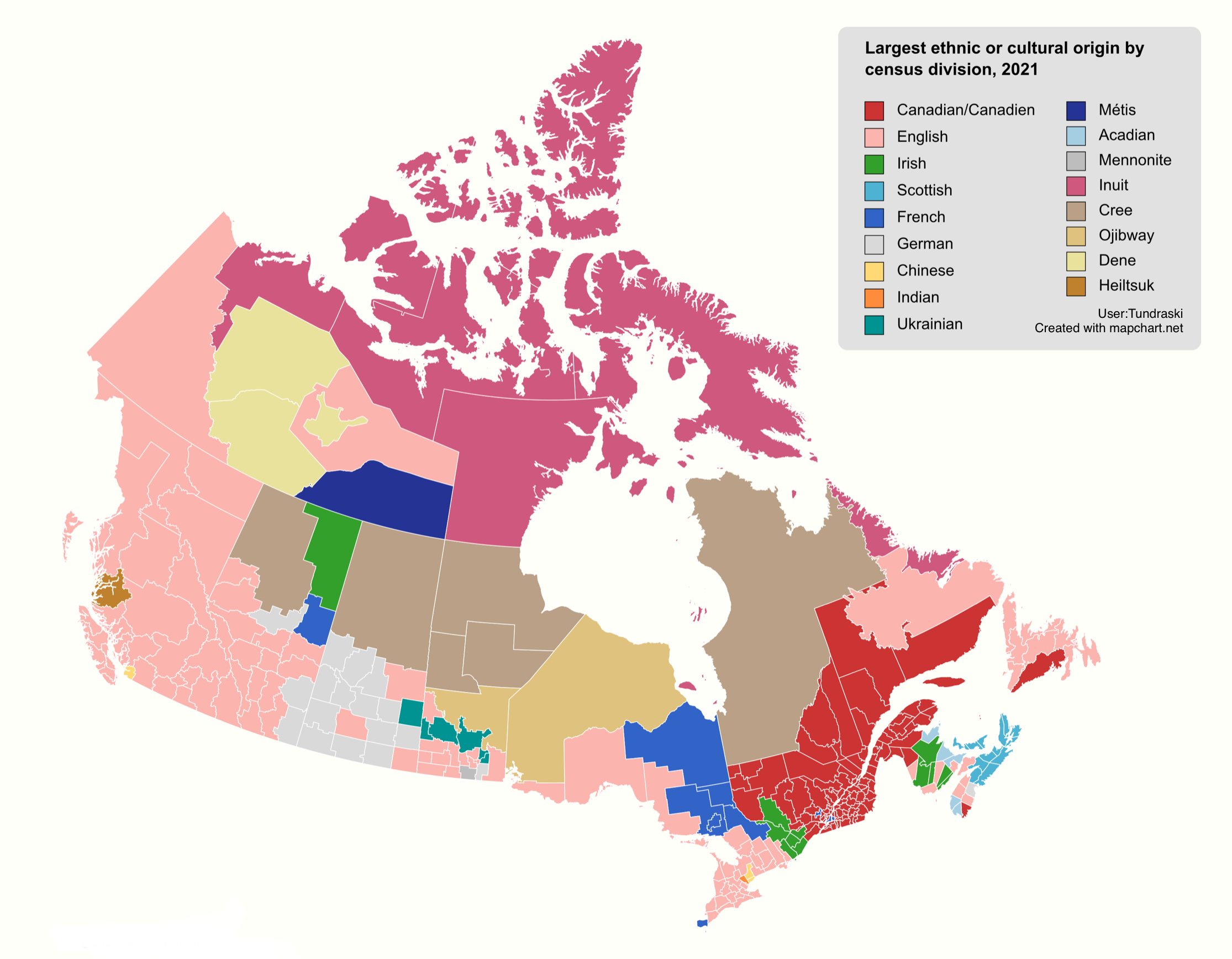
A különböző etnikumok jelenléte az országban a 2021-es népszámlálás adatai alapján

A 2021-es kanadai népszámlálás adatai alapján több, mint 450 etnikum él az országban. A legnagyobb etnikai csoportok származási hely alapján: európaiak (52,2%), észak-amerikaiak (22.9%), ázsiaiak (19,3%), észak-amerikai őslakosok (6,1%), afrikaiak (3,8%), latin-amerikaiak (2,5%), karibiak (2,1%), óceániaiak (0,3%), egyéb (6%). A Kanadai Statisztikai Hivatal jelentése szerint a lakosság 35,5%-a több etnikai származásról is beszámolt, így az összesített érték meghaladja a 100%-ot.
Az ország tíz legnagyobb nemzetisége: a kanadai (15,6%), az angol (14,7%), az ír (12,1%), a skót (12,1%), a francia (11%), a német (8,1%), az indiai (5,1%), a kínai (4,7%), az olasz (4,3%) és az ukrán (3,5%). 
2021-ben a 36,3 milliós népességből 24,5 millióan fehérnek vallották magukat, ami a népesség 67,4%-ának felelt meg. Az őslakosok száma 1,8 millió volt, ami 5%-nak felelt meg és ami 9,4%-os növekedést jelentett a nem őslakos populációhoz képest, amely szintén 5,3%-al nőtt a 2016 és 2021 között eltelt időszakban. A népesség 26,5%-a, azaz minden negyedik kanadai se nem fehér és se nem őslakos. Közülük a legnépesebb csoportok a következők: dél-ázsiaiak 2,6 millió fővel (7,1%), a kínaiak 1,7 millió fővel (4,7%) és a feketék 1,5 millió fővel (4,3%).
2011 és 2016 között a kisebbségi csoportok aránya 18,4%-al nőtt. 1961-ben mindössze a népesség 2%-át tették ki (300000 fő). A 2021-es népszámlálás alkalmával 8,3 millió ember (23%) vallotta magát bevándorlónak vagy állandó lakosnak. A Kanadába költözők származási országa közül a három legnagyobb kibocsájtó India, Kína és a Fülöp-szigetek volt 2021-ben.

## Bevándorlás és állampolgárság
Kanada hagyományosan bevándorlóbarát ország, amely évente több százezer új bevándorlót fogad. A bevándorlás az ország gazdaságának egyik fontos motorja, hiszen hozzájárul a munkaerő utánpótlásához és az ország gazdasági fejlődéséhez. A kanadai állampolgárságot általában öt év kanadai tartózkodás után lehet kérvényezni, bizonyos feltételek, például nyelvtudás és állampolgári ismeretek megléte mellett. A kanadai állampolgárságot általában a Kanadában születéssel, vagy külföldön születéssel vagy örökbefogadással szerzik meg, ha legalább az egyik biológiai szülő vagy örökbefogadó kanadai állampolgár, aki Kanadában született vagy honosított. A kanadai állampolgárok számára lehetőség van a kettős állampolgárság megtartására is.

## Diaszpóra

A kanadai diaszpóra elterjedése a világon (kanadai állampolgársággal rendelkezők).
Kanada
+ 100,000
+ 10,000
+ 1,000

A kanadai diaszpóra globálisan szétszórt kanadai állampolgárokat, valamint azokat az embereket jelenti, akik kanadai származásúnak vallják magukat, de külföldön élnek. Ez a diaszpóra számos tényező miatt alakult ki, például a kanadai gazdasági és politikai környezet, a Kanada által elfogadott befogadó bevándorlási politika, valamint a magas életminőség, ami világszerte vonzóvá tette Kanadát. A kanadai diaszpóra körülbelül 2,8 millió emberből áll, ami Kanada teljes lakosságának nagyjából 8%-a. A legtöbben az Egyesült Államokban élnek, ahol több mint egymillió kanadai tartózkodik, de jelentős kanadai közösségek vannak az Egyesült Királyságban, Hongkongban, Kínában, Franciaországban és Ausztráliában is. A kanadai diaszpóra tagjai gyakran erősen kötődnek kanadai kulturális és nemzeti identitásukhoz, és sokan ápolják a kanadai hagyományokat és ünnepeket, mint például a Kanada Napot. A kanadai kormány és kanadai kulturális intézmények is segítik ezen közösségek összetartását, támogatva az identitás megőrzését. A külföldön élő kanadaiak gyakran fontos szerepet játszanak a kanadai gazdaságban, mivel sokan külföldi befektetésekkel, vállalkozásokkal, valamint technológiai és szakmai ismeretekkel gazdagítják az országot. Számos kanadai diaszpóra-tag hazai kapcsolatait kihasználva ösztönzi a kereskedelmi és üzleti együttműködést Kanada és más országok között. Kanada kormánya támogatja a diaszpórát, segítve a kanadai állampolgárokat külföldi ügyeik intézésében. Ezt nagykövetségek, konzulátusok és kanadai központok hálózata révén valósítják meg. Az utóbbi években a kanadai kormány egyre jobban törekszik arra, hogy kiaknázza a diaszpóra képességeit és kapcsolatait, különösen az innováció és a külkereskedelem területén.
A kanadai diaszpóra rendkívül sokszínű etnikai és vallási szempontból, tükrözve Kanada multikulturális társadalmát. A kanadai közösségek a világ számos országában megjelennek, és gyakran integrálódnak a helyi közösségekbe, miközben megőrzik saját kulturális és nyelvi identitásukat. A kanadai diaszpóra tagjai olykor nehézségekkel néznek szembe a külföldi munkavállalás, a kettős állampolgárság, illetve a szavazati jog kérdéseiben. Számos kanadai emigráns azért küzd, hogy szavazhasson a kanadai választásokon. Egyes kanadai állampolgárok is visszatelepülési nehézségekkel szembesülhetnek, például az egészségügyi ellátás vagy a szociális juttatások visszaszerzésével kapcsolatban, miután hosszabb ideig külföldön éltek. Kanada hosszú ideje nyitott a bevándorlásra, és sok külföldön élő kanadai valójában első vagy második generációs bevándorló. Ez azt jelenti, hogy Kanada az egyik legmultikulturálisabb nemzet, amely hatással van a diaszpóra sokféleségére és a külföldön élő kanadaiak közösségeire is.

## Kultúra
Kanada kulturális sokszínűségét az őslakos népek, a brit és francia telepesek hagyományai, valamint a bevándorlók által hozott különféle kulturális elemek gazdagítják. Az ország a multikulturalizmus politikáját képviseli, vagyis támogatja a különféle etnikai és kulturális közösségek együttélését és sajátos hagyományaik megtartását. A kanadai kultúra olyan jellegzetes vonásokat is magában foglal, mint az őslakos művészetek és szimbólumok, például a totemoszlopok és az inuit szobrászat, továbbá a kanadai irodalom, film és zene. Kanada befogadó és nyitott társadalom, amely támogatja az etnikai és nyelvi sokféleséget, és a multikulturalizmusra, valamint a kettős nyelvűségre alapozza identitását.

### Vallás
Kanada egy szekuláris állam, és az állampolgárok vallási sokszínűsége egyre inkább növekszik. A legtöbb kanadai keresztény, leginkább római katolikus és protestáns felekezetekhez tartozik, de az elmúlt évtizedekben más vallások is jelentős közösségeket alkottak, különösen a bevándorlók révén. Az iszlám, a hinduizmus, a buddhizmus és a szikhizmus egyaránt terjedt, míg a vallásukat nem gyakorlók és ateisták aránya is jelentős.

### Beszélt nyelvek
Kanada hivatalos nyelve az angol és a francia, és ez a két nyelv az ország kultúrájában és közéletében egyaránt meghatározó szerepet játszik. Az angol a domináns nyelv, de Québec tartományban a francia az elsődleges nyelv, ahol az oktatás és a közszolgáltatások is francia nyelven működnek. A bevándorlásnak köszönhetően számos egyéb nyelvet is beszélnek, mint például kínait, pandzsábit és spanyolt. Emellett az őslakos közösségek több tucat különböző őshonos nyelvet beszélnek, és az ország támogatja ezek megőrzését és revitalizációját.